# 登坂栄児
登坂 栄児（とさか えいじ、1971年3月25日 - ）は、日本の実業家。大日本プロレスリング興業株式会社代表取締役社長。東京都足立区出身。血液型AB型。身長170cm 体重73kg。

## 経歴
都立京橋高校卒業後の1991年、SWSの新入社員募集で採用され、分裂後はネットワーク・オブ・レスリングに移籍。第2次NOWでは社長を務め、当時のプロレス団体では最年少の社長就任であった。
その後、1995年の大日本プロレス旗揚げ時に、統括部長に就任。当初はレフェリーとして、大日本初期のデスマッチを数多く裁いてきた（レフェリーデビューは1995年5月26日静岡県・浜松市体育館大会、山川征二vs矢口一郎）。さらにサムライTVでの大日本の中継番組「大日大戦」などで実況アナウンサーとしてスポーツライターの須山浩継とのチームで活躍するようになる。番組内で場外乱闘時で会場内のパイプ椅子を使われた時などは、思わず現場監督として愚痴をこぼすこともある。
また大日本のグッズ関係を取扱う子会社の「四ツ葉工芸」を設立し、後にこちらの社長を務めるようになる。李日韓によると、レフェリー時代は試合の日は自分で試合を裁いて、試合が終わると売店へ直行。試合のない日は事務作業をこなす日々を送っていたという。現在でも試合のない日は事務・営業といった日々を送っている。
2008年、金村キンタローの引き起こした女性スタッフ猥褻事件で、2月19日付けで現場責任者兼統括部長を引責辞任。同時に大日大戦の実況も一時降板したが、9月16日放送分（9月14日・後楽園大会）より復帰し、後楽園のパイプ椅子弁償ネタを早速披露した。
その後はバーブ佐々木・李日韓などの後継のレフェリーが育ち、次第に裁く試合数も減った為、不定期ながら地方大会を中心にレフェリーとして試合を裁くこともあったが、現在はレフェリーとしては一線を退き、兼務は実況アナウンサーに専念している。
統括部長だった頃は、ちゃんこ屋・自転車販売・歌手などといった小鹿社長の副業を快く思っておらず、妨害工作を企てる事もしばしばあった。2011年7月1日、グレート小鹿の会長就任に伴って登坂が後任の大日本プロレス興業社長に就任する。

## インディーの知恵者
- 登坂は「弱小インディー団体」と自称する大日本を成長させた立役者の一人であり、DDTの高木三四郎・K-DOJOのTAKAみちのくと共に「インディーの知恵者」とも呼ばれる。
- 一方で大日本だけでなく、インディー団体の活性化の為に、団体の枠を越えて奔走している。
- 2005年にはインディー団体だけのイベント「インディーサミット」を開催し、大会の成功に貢献した。
- 2008年10月には「興行を開催してみたい」という人を対象にした個別セミナーを開講。開催の仕方からリスク・リターンに至るまでの幅広い知識を提供している。

## 出演

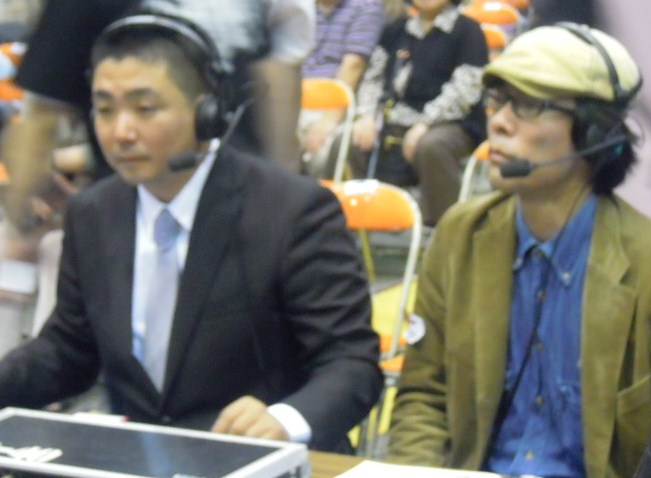
大日大戦アナウンサーチーム
（右は須山浩継）

### 映画
- お父さんのバックドロップ - レフェリー役
- 狂猿（2021年、SPACE SHOWER FILMS）[4]

### ラジオ
- ラジプロ!（HBC）

### テレビ
- 大日大戦（サムライTV） - 実況

### ウェブ配信
- 大日報道（ニコニコ動画・大日本プロレスch） - 実況